# Stowell (Texas)
Pour les articles homonymes, voir Stowell.
Stowell est une census-designated place située dans le comté de Chambers, dans l’État du Texas, aux États-Unis. Sa population s’élevait à 1 743 habitants lors du recensement de 2020.